# Convoi HX 33
Le convoi HX 33 est un convoi passant dans l'Atlantique nord, pendant la Seconde Guerre mondiale. Il part de Halifax au Canada le 6 avril 1940 pour différents ports du Royaume-Uni et de la France. Il arrive à Liverpool le 20 avril 1940.

## Composition du convoi
Ce convoi est constitué de 34 cargos :
- Royaume-Uni : 31 cargos
- États-Unis : 1 cargo
- Norvège : 2 cargos

## L'escorte
Ce convoi est escorté en début de parcours par :
- les destroyers canadiens : HMCS Ottawa (H60), NCSM Skeena et HMCS Restigouche
- Un paquebot armé britannique : RMS Ascania (en)
- Un sous marin français : Bévéziers

## Le voyage
Les destroyers canadiens quittent le convoi le 7 avril. Le paquebot et le sous marin reste jusqu'au 15 avril. Le 18 avril, deux destroyers HMS Rochester (en) et HMS Whitehall (en) rejoignent le convoi.
Le convoi arrive sans problème.